# 6268 Versailles
6268 Versailles è un asteroide della fascia principale. Scoperto nel 1990, presenta un'orbita caratterizzata da un semiasse maggiore pari a 2,3105490 UA e da un'eccentricità di 0,1846790, inclinata di 1,78842° rispetto all'eclittica.